# Antrohyphantes
Antrohyphantes es un género de arañas araneomorfas de la familia Linyphiidae. Se encuentra en el Este de Europa. 

## Lista de especies
Según The World Spider Catalog 12.0:
- Antrohyphantes balcanicus (Drensky, 1931)
- Antrohyphantes rhodopensis (Drensky, 1931)
- Antrohyphantes sophianus (Drensky, 1931)